# Tibco Software
Pour les articles homonymes, voir Tibco.
TIBCO Software est une entreprise informatique américaine de logiciels, fournisseur de logiciels d'infrastructure pour les organisations dans un contexte de cloud computing. TIBCO se propose de gérer l'information, les prises de décisions, les process et les  applications en temps réel pour plus de 4 000 clients.
TIBCO a été fondée en 1997 par Vivek Ranadivé; le siège est situé au Stanford Research Park (en) de Palo Alto en Californie, et la société dispose d'implantations en Amérique du Nord, Europe, Asie, Proche-Orient et Amérique du Sud. TIBCO a été cotée au NASDAQ de juillet 1999 à septembre 2014, symbole TIBX.
Ses principaux concurrents sont IBM et Oracle.
En 2022 TIBCO a été jumulée avec Citrix et vendue pour 16,5 G$,.

## Principaux produits
- ActiveMatrix[6]
- BusinessEvents
- Collaborative Information Manager[7]
- Rendezvous
- Silver
- Spotfire [8]
- tibbr[9]
- FTL[10]
- ActiveSpaces Datagrid
- TopLink

## Principales acquisitions
- En 1997, TIBCO rachète inCommon.
- En 1999, inConcert.
- En 2000, Extensibility.
- En 2002, Talarian.
- En 2004, Staffware.
- En 2005, Objectstar.
- En 2007, Spotfire.
- En 2009, DataSynapse.
- En 2010, Netrics, Proginet (transfert de fichiers), OpenSpirit, Kabira, Loyalty Lab Inc.
- En 2011, Nimbus.
- En 2012, LogLogic, gestion de logs.
- En 2013, Maporama.
- En 2014, Jaspersoft éditeur de l'outil JasperReports[11].
- En 2017, Statistica et Alpine Labs.
- En 2018, Orchestra Networks.
- En 2020, Information Builders (IBI), spécialiste de l'intégration et de l'analyse des données[12].